# Пентеконтор

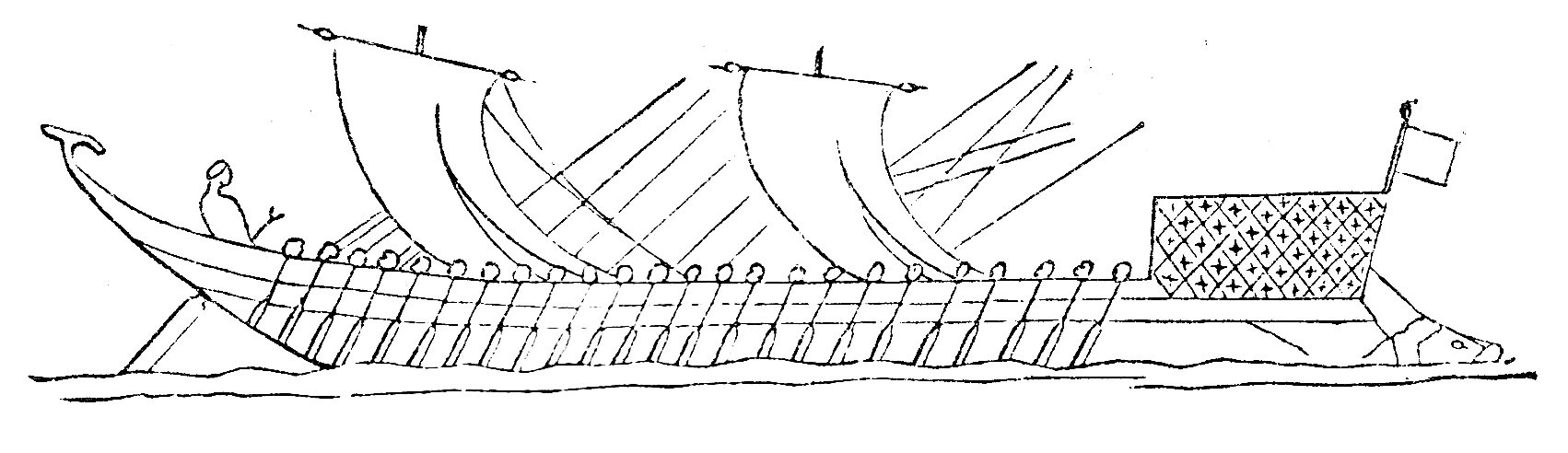

Пентеконтор или петеконтера (др.-греч. πεντεκόντορος «пятидесятивесельник») — древнегреческая галера, открытая, без палубы (катастромы).
Водоизмещение около 10 тонн; 50 гребцов — 24 весла по 2 и 2 весла по 1 гребцу.
По некоторым современным расчётам, общая длина составляла от 28 до 33 метров, ширина не менее 4 м, скорость до 9 узлов (18 км/ч).
Существовал уже в Троянскую войну. Наряду с триаконтором самый распространённый тип греческого боевого корабля, с архаического периода (XII—VIII века до н. э.). Существует общее мнение современных историков, что явился предшественником биремы. В основном использовался в качестве военного транспорта, но применялся и для тарана небольших судов.